# Les Adrets-de-l'Estérel
Les Adrets-de-l'Estérel è un comune francese di 2 727 abitanti situato nel dipartimento del Var della regione della Provenza-Alpi-Costa Azzurra.

## Società

### Evoluzione demografica
Abitanti censiti